# Dor Hugi
Dor Hugi (hebr. ‏דור חוגי‎, ur. 10 lipca 1995 w Bene Berak) – izraelski piłkarz grający na pozycji lewoskrzydłowego.

## Życiorys
W czasach juniorskich trenował w Hapoelu Petach Tikwa, Maccabim Petach Tikwa i Maccabim Hajfa. W 2013 roku dołączył do seniorskiego zespołu tego ostatniego. Zadebiutował w Ligat ha’Al w maju 2014 roku, kiedy to został zastąpiony przez Szona Weissmana w 59. minucie 10. kolejki rundy mistrzowskiej sezonu 2013/2014, przeciwko Hapoelowi Beer Szewa. Był to jego jedyny występ dla klubu. W sezonie 2014/2015 został wypożyczony do Hapoelu Petach Tikwa. W październiku 2014 zdobył swoją pierwszą bramkę w izraelskiej ekstraklasie w wygranym 4:1 meczu z Hapoelem Akka. W okresie wypożyczenia wystąpił w 24 meczach dla Hapoelu Petach Tikwa, zdobywając sześć bramek. Po zakończeniu sezonu klub spadł z Ligat ha’Al. 
W sezonie 2015/2016 ponownie został wypożyczony, tym razem do lokalnego rywala Hapoelu, Maccabi Petach Tikwa. Wystąpił w 26 meczach pierwszej drużyny Maccabi Petach Tikwa, zdobywając trzy bramki. 
Po zakończeniu wypożyczenia nie wrócił do Hajfy i 2 sierpnia 2016 przeniósł się do ligowych rywali - Hapoelu Ra’ananna. W ciągu półtora sezonu spędzonego w Ra’anannie wystąpił w 36 meczach ligowych, zdobywając trzy bramki. 
22 stycznia 2018 Hugi przeniósł się do Hapoelu Tel Awiw, występującego w Lidze Leumit. Wystąpił w 18 meczach Hapoelu Tel Awiw, zdobywając sześć bramek. Na koniec sezonu wraz z klubem awansował do Ligat ha'Al jako mistrz drugiej ligi. 
Po awansie, w sezonie 2018/2019 przeniósł się do drugoligowego Hapoelu Ramat Gan. Wystąpił w 35 meczach dla Ramat Gan w drugiej lidze, zdobywając osiem bramek.  
Z początkiem sezonu 2019/2020 powrócił do Maccabi Petach Tikwa, występującego w Lidze Leumit. Rozegrał 34 ligowe mecze w barwach Maccabi Petach Tikva, strzelając 11 bramek, a na koniec sezonu ponownie awansował do Ligat ha'Al. 
30 lipca 2020 został piłkarzem austriackiego SKN St. Pölten. W austriackiej Bundeslidze zadebiutował 13 września 2020 w zremisowanym 0:0 meczu z Sturmem Graz. W debiutanckim sezonie poza ojczyzną w 33 meczach ligowych zdobył 8 goli. 
Przed rozpoczęciem sezonu 2021/2022 odszedł do Wisły Kraków, podpisując z nią trzyletni kontrakt, do 30 czerwca 2024. W Ekstraklasie zagrał po raz pierwszy 26 lipca 2021 w wygranym 3:0 meczu z Zagłębiem Lubin. Grał w nim od 83. minuty, gdy zastąpił Michala Škvarkę.

## Statystyki kariery
(aktualne na dzień 17 września 2022).
| Klub                        | Sezon              | Liga               | Liga  | Liga   | Puchar kraju | Puchar kraju | Puchar ligi | Puchar ligi | Kontynentalne | Kontynentalne | Suma  | Suma   |
| Klub                        | Sezon              | Liga               | Mecze | Bramki | Mecze        | Bramki       | Mecze       | Bramki      | Mecze         | Bramki        | Mecze | Bramki |
| --------------------------- | ------------------ | ------------------ | ----- | ------ | ------------ | ------------ | ----------- | ----------- | ------------- | ------------- | ----- | ------ |
| Maccabi Hajfa               | 2013/2014          | Ligat ha’Al        | 1     | 0      | 0            | 0            | 0           | 0           | –             | –             | 1     | 0      |
| Hapoel Petach Tikwa (wyp.)  | 2014/2015          | Ligat ha’Al        | 24    | 7      | 2            | 1            | 6           | 0           | –             | –             | 32    | 8      |
| Maccabi Petach Tikwa (wyp.) | 2015/2016          | Ligat ha’Al        | 26    | 3      | 2            | 1            | 6           | 1           | –             | –             | 34    | 5      |
| Hapoel Ra’ananna            | 2016/2017          | Ligat ha’Al        | 27    | 3      | 1            | 1            | 3           | 0           | –             | –             | 31    | 4      |
| Hapoel Ra’ananna            | 2017/2018          | Ligat ha’Al        | 9     | 0      | 1            | 1            | 3           | 1           | –             | –             | 13    | 2      |
| Hapoel Ra’ananna            | Łącznie            | Łącznie            | 36    | 3      | 2            | 2            | 6           | 1           | 0             | 0             | 44    | 6      |
| Hapoel Tel Awiw             | 2017/2018          | Liga Leumit        | 18    | 6      | 0            | 0            | –           | –           | –             | –             | 18    | 6      |
| Hapoel Ramat Gan            | 2018/2019          | Liga Leumit        | 35    | 8      | 1            | 0            | –           | –           | –             | –             | 36    | 8      |
| Maccabi Petach Tikwa        | 2019/2020          | Liga Leumit        | 34    | 11     | 4            | 2            | –           | –           | –             | –             | 38    | 13     |
| Maccabi Petach Tikwa        | Łącznie            | Łącznie            | 60    | 14     | 6            | 3            | 6           | 1           | 0             | 0             | 72    | 18     |
| SKN St. Pölten              | 2020/2021          | Bundesliga         | 33    | 8      | 2            | 0            | –           | –           | –             | –             | 35    | 8      |
| Wisła Kraków                | 2021/2022          | Ekstraklasa        | 28    | 1      | 3            | 0            | –           | –           | –             | –             | 31    | 1      |
| Wisła Kraków                | 2022/2023          | I liga             | 1     | 0      | 0            | 0            | –           | –           | –             | –             | 1     | 1      |
| Wisła Kraków                | Łącznie            | Łącznie            | 29    | 1      | 3            | 0            | 0           | 0           | 0             | 0             | 32    | 1      |
| Ogólnie w karierze          | Ogólnie w karierze | Ogólnie w karierze | 236   | 47     | 16           | 6            | 18          | 2           | 0             | 0             | 270   | 55     |